# Supercopa da CAF de 2014
A Supercopa da CAF de 2014 (oficialmente a Supercopa Orange CAF 2014 por motivos de patrocínio) foi a 22ª edição organizada pela Confederação Africana de Futebol (CAF), entre os vencedores das temporadas anteriores. as duas competições de clubes da CAF na temporada, a Liga dos Campeões da CAF e a Copa das Confederações da CAF .
A terceira final entre as duas eiquepes
Pela Liga dos Campeões da CAF de 2006 , Sfaxien perdeu a decisão em casa no Estadio Olímpico de Radès após 1-1 no Cairo , na final da Supercopa da CAF de 2009 Al Ahly venceu mais uma vez a final por 2-1 no mesmo Estádio Internacional do Cairo , palco da decisão de 2014 .

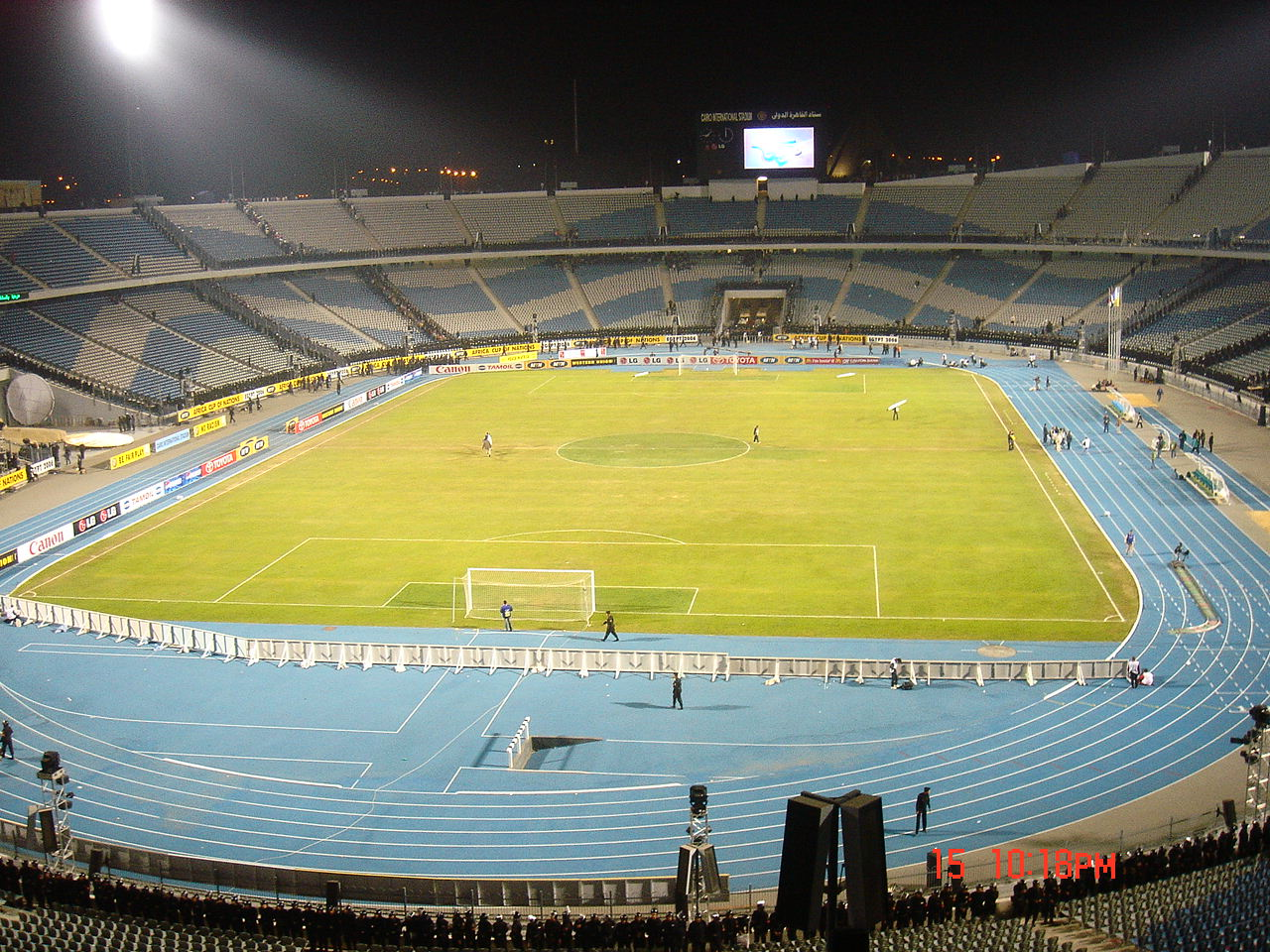
Estádio International do Cairo, palco da decisão.

## Equipes
Estatísticas
| Equipe  | Qualificação                                     | Participação anterior (negrito indica vencedores) |
| ------- | ------------------------------------------------ | ------------------------------------------------- |
| Al Ahly | Vencedor - Liga dos Campeões da CAF de 2013      | 6 ( 1994 , 2002 , 2006 , 2007 , 2009 , 2013 .)    |
| Sfaxien | Vencedor - Copa das Confederações da CAF de 2013 | 2 ( 2008 , 2009 )                                 |

## Detalhes da partida
| 20 de fevereiro de 2014 | Al Ahly                            | 3 – 2 | Sfaxien                                   | Estádio Internacional do Cairo, Cairo    |
|                         | Mohamed Nagy 23' Amr Gamal 55' 67' |       | Ali Maâloul pênalti' (63) Ben Youssef 77' | Público: 45,000 Árbitro: Noumandiez Doué |

| Al-Ahly | CS Sfaxien |

Técnicos
- Mohamed Youssef - Al Ahly
- Hamadi Daou - Sfaxien

## Campeão
| Supercopa da CAF de 2014    |
| Egito                       |
| --------------------------- |
| Al Ahly Campeão (6º título) |
| técnico : Mohamed Youssef   |